# Illatos susulyka
Az illatos susulyka (Inocybe bongardii) a susulykafélék családjába tartozó, Európában, Észak-Afrikában és Észak-Amerikában honos, erdőkben élő, gyümölcsillatú, nem ehető gombafaj. 

## Megjelenése
Az illatos susulyka kalapja 3-6 cm széles, alakja sokáig domború vagy harang alakú, idősebben széles domborúan -de nem laposan- kiterül. Színe fehéres, okkeres, amelyen barnás, rányomott, szálas pikkelyek láthatók. Idősen vöröses árnyalatú. Szélén fiatalon megtalálhatók a fátyolmaradványok.
Húsa fehéres, sérülésre lassan megvörösödik. Szaga kellemes, feltűnően gyümölcsillatú.
Lemezei fiatalon fehéresek, majd a spórák érésével fahéjbarnásra, húsbarnásra válnak.
Tönkje hengeres vagy tövénél kissé kiszélesedő, de nem gumós. Színe a kalapéval egyezik, a tövénél vöröses árnyalatú. Felülete szálas.
Spórája ellipszis vagy bab alakú, sima, mérete 12-14 x 6,5-8,5 μm, a cisztidák vékony falúak, kristályok nincsenek.

### Hasonló fajok
A nem ehető borvörös susulyka vagy a mérgező körteszagú susulyka és a zöldpúpú susulyka hasonlíthat hozzá.  

## Elterjedése és termőhelye
Európában, Észak-Afrikában és Észak-Amerikában honos. Magyarországon ritka.
Lombos és fenyőerdőkben található meg, az alföldtől a hegyvidékekig. Júniustól októberig terem.
Nem ehető, rokonai között sok a mérgező faj.  

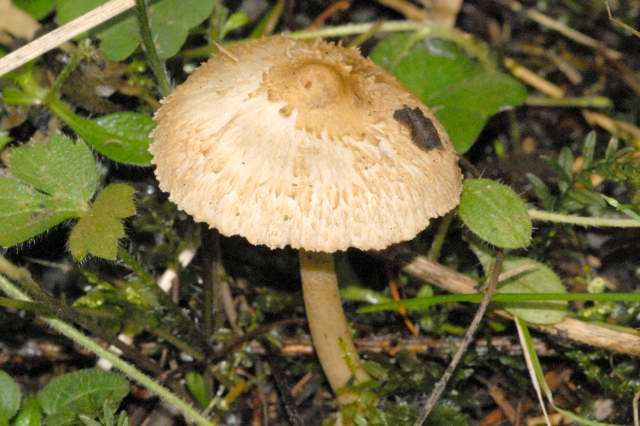
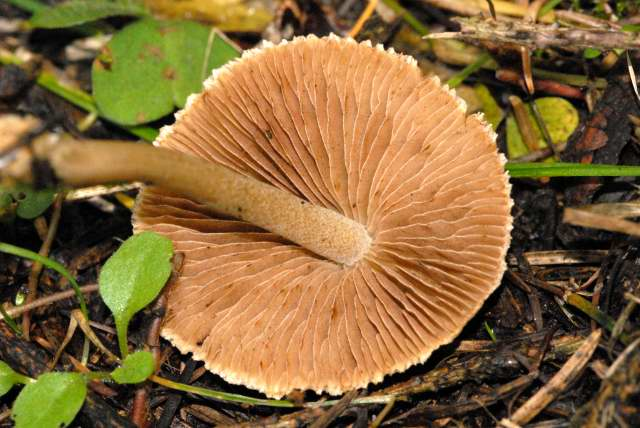
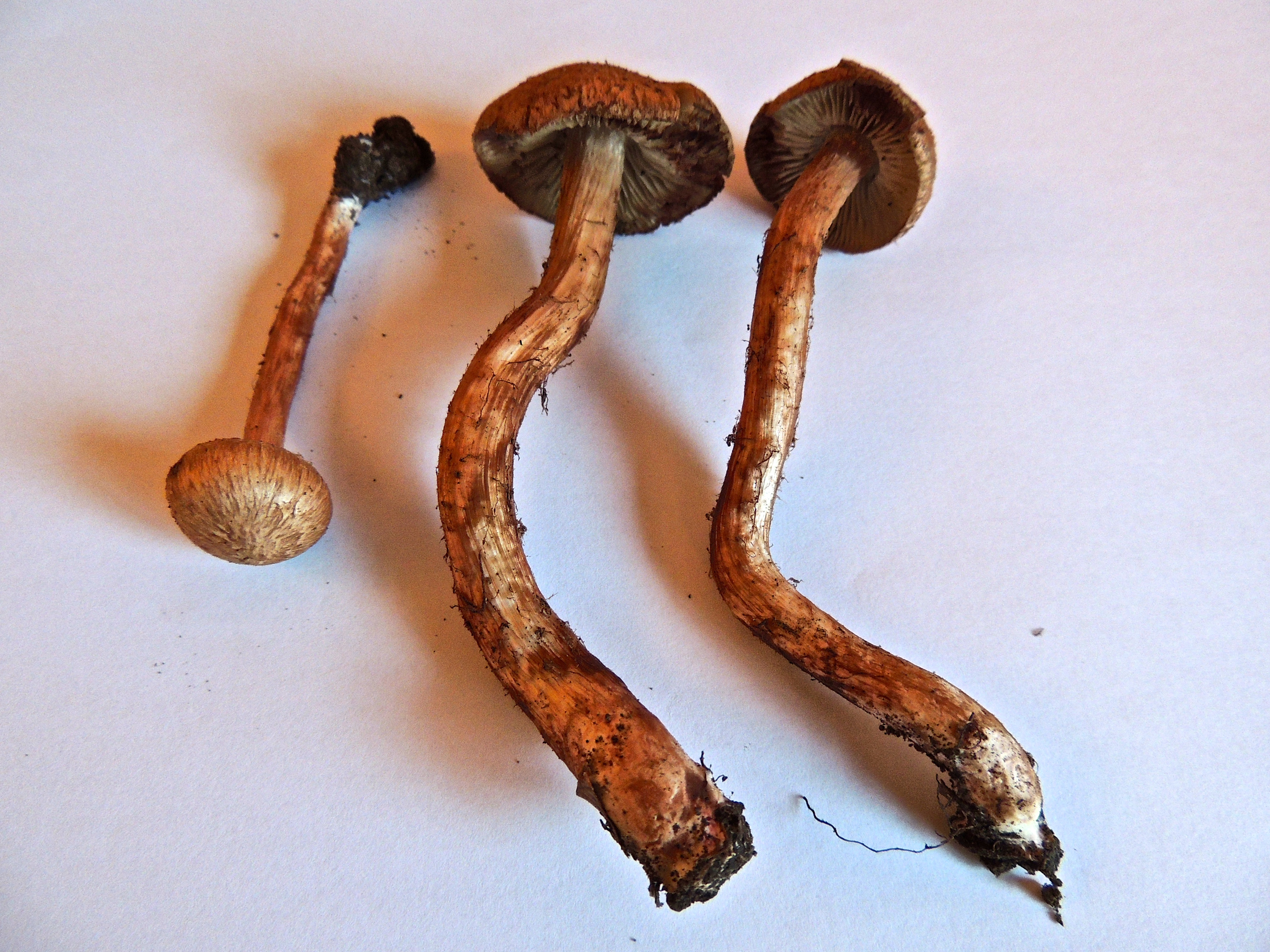
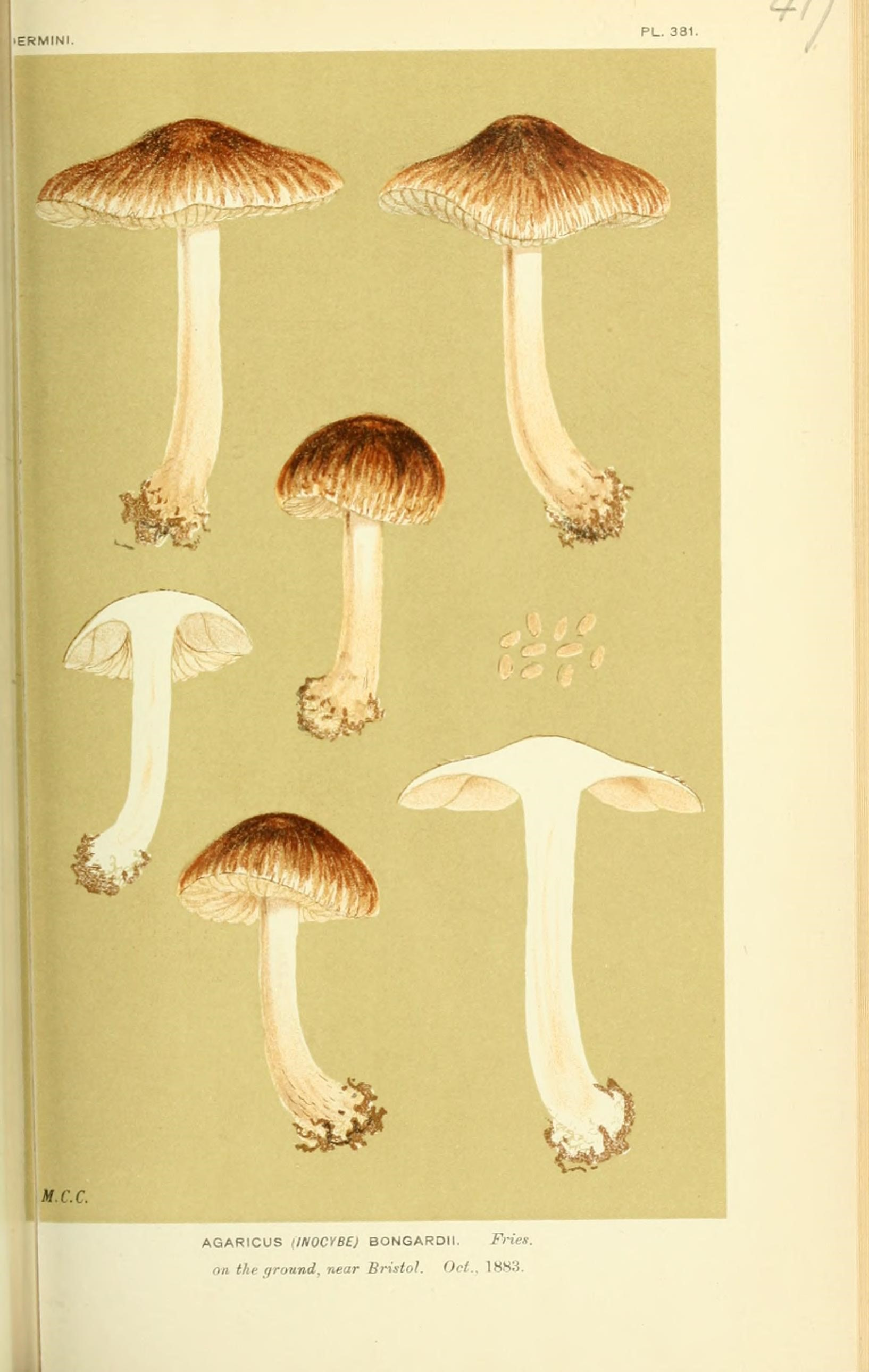